# Martin Trettenbach
Martin Trettenbach (* 13. November 1891 in Kempten; † 30. Oktober 1971 in Pfaffenhofen an der Ilm) war ein deutscher Krankenkassenmanager sowie Politiker (BVP, CSU) und Abgeordneter des Bayerischen Landtags in der ersten Wahlperiode von 1946 bis 1950.

## Leben
Nach dem Besuch des humanistischen Gymnasiums war Trettenbach für ein Semester an der Handelshochschule in München eingeschrieben. Er war Vorsitzender sowohl der Landkrankenkasse in Pfaffenhofen an der Ilm als auch des Landesverbandes der bayerischen Landkrankenkassen. 1933 wurde er aus diesen Ämtern fristlos entlassen, da er sich dem Nationalsozialismus widersetzte. Danach war er als Vertreter der Firma Kaut-Bullinger tätig, 1941 wurde er zunächst stellvertretender und danach Vorsitzender des Reichsverbandes der Betriebskrankenkassen in Bayern, welcher nach dem Krieg im Landesverband der Betriebskrankenkassen in Bayern aufging, dessen Vorsitz Trettenbach weiterhin innehatte. Daneben unternahm er als Fachmann für Sozialversicherung mehrere Geschäftsreisen nach Österreich, in die Tschechoslowakei, nach Elsass-Lothringen und Luxemburg.

## Politik
Vor 1933 gehörte Trettenbach der BVP an und war dort Mitglied des Wirtschaftsbeirats. 1945 beteiligte er sich an der Gründung des Orts- und Kreisverbandes der CSU in Pfaffenhofen und war bis 1950 deren Kreisvorsitzender. Bis 1949 war er auch Stadtrat in Pfaffenhofen. Von 1952 bis 1955 gehörte er dem CSU-Landesvorstand an.
1946 wurde Trettenbach in die Verfassunggebende Landesversammlung berufen. Im selben Jahr gewann er bei der Landtagswahl ein Mandat im Münchner Landtag, dem er bis 1950 eine Wahlperiode lang angehörte. Dort war er Vorsitzender des Ausschusses für Sozialpolitische Angelegenheiten sowie einiger Unterausschüsse. Außerdem gehörte er dem Ältestenrat an.